# Lothar Zinn
Lothar Zinn (* 19. März 1938 in Erfurt; † 29. Februar 1980 in Ost-Berlin) war ein DDR-Schachmeister und Internationaler Meister. Zinn war Mitglied der DDR-Nationalmannschaft im Schach.

## Leben
Zinn wuchs in Erfurt in einer Familie mit Schach-Tradition auf. Bereits sein Großvater und sein Vater besaßen eine außergewöhnliche Spielstärke. So verwunderte es nicht, dass er bereits Schach spielen konnte, bevor er zur Schule kam. Nach dem Abitur erlernte er den Beruf eines Werkzeugmachers. Es folgte ein Studium an der Technischen Hochschule Dresden. Als Diplom-Ingenieur war er danach in der Datenverarbeitung tätig. Etwa 1960 zog er nach Berlin. Es folgten die bedeutendsten Turniererfolge, wobei er sich schon früher bei Pionier- und Jugendmeisterschaften ausgezeichnet hatte.
1980 starb Zinn nach schwerer Krankheit kurz vor Vollendung seines 42. Lebensjahres.
Er war mit Anita Zinn verheiratet, Vierte bei der 1. Fernschachweltmeisterschaft der Frauen, die Olga Rubzowa gewann.

## Erfolge
14-jährig gelang Zinn 1952 der erste große Erfolg. Er gewann – ohne einen einzigen Punkt abzugeben – die Pioniermeisterschaft der DDR. 1961 in Premnitz sorgte er bei der DDR-Meisterschaft für eine Sensation, als er vor dem haushohen Favoriten Wolfgang Uhlmann den Titel holte. 1965 in Annaberg-Buchholz konnte er diesen Erfolg wiederholen. Zu dieser Zeit lebte er bereits in Berlin, wo er mehrfach die Stadtmeisterschaft errang, zuletzt 1979. 1965 wurde Lothar Zinn von der FIDE der Titel „Internationaler Meister“ verliehen. Seine letzte Elo-Zahl betrug 2325, im Juli 1973 erreichte er seine höchste Elo-Zahl von 2435.

## Turniere
1962, 1966, 1968 und 1970 war Zinn Mitglied der DDR-Mannschaft bei der Schacholympiade. 1970 gewann er mit der DDR-Mannschaft sowohl in der Mannschaftswertung als auch in der Einzelwertung am sechsten Brett die Bronzemedaille bei der 4. Mannschaftseuropameisterschaft in Kapfenberg. Von seinen internationalen Resultaten ragen besonders heraus: der 5. Platz beim Hallenser Zonenturnier 1967 (hinter Portisch, Hort, Matulović und Uhlmann) und der mit den GM Matanović und Ivkov geteilte 3. Rang in Maribor im gleichen Jahr (hinter Unzicker und Reshevsky).

## Vereine
Zinn spielte zuerst bei der BSG Motor Optima Erfurt, danach beim SC Chemie Halle, mit dem er 1956 DDR-Mannschaftsmeister wurde. Seinen nächsten DDR-Meistertitel 1962 errang er für den SC Einheit Dresden. Nach dem Umzug nach Berlin wurde er Mitglied des TSC Berlin und wurde mit diesem 1965, 1966 und 1967 Mannschaftsmeister.